# Ricinoleína
La ricinoleína es el principal constituyente del aceite de ricino y es el triglicérido del ácido ricinoleico. El aceite de ricino, el aceite graso natural de las semillas deRicinus communis también contiene mezclas de los glicéridos de ácido isoricinoleico y rastros mucho más pequeñas de triestearina y el glicérido de ácido dihidroxiestearico. La ricinoleína es el principio activo que fundamenta el uso de aceite de ricino como un purgante y disolvente para varios alcaloides  médicamente útiles. 